# Svengali (personaggio)
Svengali è un personaggio creato da George du Maurier, scrittore e illustratore anglo-francese, autore di tre romanzi tra i quali Trilby, del 1894. Svengali è uno dei protagonisti della storia che racconta come, ebreo dell’est Europa musicista girovago, ipnotizzi Trilby, una modella, portandola via dalla vita artistica del Quartiere latino a Parigi per Londra dove, con i suoi misteriosi poteri, la trasformerà in una celebre cantante.

## Stereotipo antisemita
Per lo studioso ebreo Edgar Rosenberg Svengali è lo stereotipo antisemita nella fiction inglese e lo identifica come una delle versioni di Ahasver, l'Ebreo errante: fa notare un riferimento al personaggio che dice: "Svengali camminava su e giù per la terra in cerca di chi avrebbe potuto imbrogliare, tradire, sfruttare ...".

## Derivazioni per antonomasia
Dopo la pubblicazione del libro, il termine "svengali" è divenuto nel mondo aglosassone un termine per indicare chi, trovandosi in una posizione di superiorità, manipola e controlla persone subordinate con intenti maligni.
In termini giuridici inglesi, la difesa Svengali è una tattica di difesa che consiste nel dipingere l'accusato come pedina e vittima di un più grande piano malefico ordito da una mente criminale superiore che lo controlla e manipola.

## Sullo schermo
Al cinema Svengali ha conosciuto molte interpretazioni fin dal muto. Hanno vestito i suoi panni Paul Wegener, in un film tedesco del 1927 dallo stesso titolo; John Barrymore in una versione del 1931; Donald Wolfit, in un film in technicolor del 1954 e Peter O'Toole nel 1983, in una moderna versione televisiva, affiancato da Jodie Foster.